# Palmas
Palmas este un oraș în Tocantins (TO), Brazilia.